# Distichophyllum telmaphila
Distichophyllum telmaphila là một loài Rêu trong họ Hookeriaceae. Loài này được Colenso mô tả khoa học đầu tiên năm 1887.